# Behrensbau
Il cosiddetto Behrensbau (letteralmente “edificio Behrens”, dal nome dell’architetto progettista) è un grande complesso di edifici industriali e direzionali, sito a Berlino nel quartiere di Oberschöneweide.
Costruito per ospitare la sede dell’industria automobilistica NAG e in seguito adibito a diversi usi, costituisce una delle più importanti opere di architettura industriale della Germania guglielmina; per tale motivo il complesso è posto sotto tutela monumentale (Denkmalschutz).

## Storia
Il complesso venne eretto dal 1914 al 1917 per ospitare gli uffici direzionali e gli spazi produttivi della società automobilistica NAG, appartenente al gruppo industriale AEG. Progettista fu l’architetto aziendale Peter Behrens, già autore di diversi edifici per il gruppo, fra i quali la nota fabbrica di turbine nel quartiere berlinese di Moabit.
Dopo la seconda guerra mondiale vi si insediò la fabbrica di televisori VEB Werk für Fernsehelektronik e in due fasi (nel 1957 e nel 1984) vi si aggiunsero diversi corpi di fabbrica interni.

## Caratteristiche
Il complesso occupa una vasta area di forma irregolare, compresa fra il fiume Sprea e le strade Wilhelminenhofstraße e Ostendstraße; l’ingresso principale è posto all’angolo fra le due strade, ed è segnalato da una torre alta circa 70 metri.
I corpi di fabbrica posti in fregio alle strade contano sei piani e ospitano gli spazi direzionali; al centro è posto un cortile interno coperto, di aspetto monumentale e rappresentativo. Gli spazi produttivi sono ospitati in edifici bassi posti all’interno o lungo la Ostendstraße.
La costruzione del complesso, in cui si fece largo uso di materiali pregiati, fu estremamente dispendiosa; il risultato venne giudicato eccessivamente monumentale, distante dal felice connubio fra funzionalità e forza espressiva raggiunto da Behrens nelle opere precedenti.